# Skagerrakslaget
Skagerrakslaget (tyska: Skagerrakschlacht; danska: Søslaget ved Jylland / Søslaget om Skagerrak, engelska: Battle of Jutland, "Slaget vid Jylland" eller "Slaget vid Jutland"), var det största sjöslaget under första världskriget och den enda fullskaliga sammandrabbningen mellan slagskepp i detta krig. Slaget utkämpades den 31 maj – 1 juni 1916, i Nordsjön nära Jylland, Danmarks fastland. De krigförande parterna var tyska Kejserliga marinens Högsjöflotta, som leddes av viceamiral Reinhard Scheer, och brittiska Royal Navys huvudflotta Grand Fleet, som leddes av amiral sir John Jellicoe.
Tyskarna planerade att använda viceamiral Franz Hippers spaningsgrupp om fem moderna slagkryssare för att lura in viceamiral sir David Beattys slagkryssareeskader i den tyska slagflottans eldlinje och därmed förstöra den. Engelsmännen hade dock med hjälp av signalspaning fått reda på att en större flottoperation planerades och den 30 maj seglade Jellicoe ut med sin Grand Fleet för att sammanträffa med Beatty.
På eftermiddagen den 31 maj möttes Beatty och Hipper och i det flyende södergående slag som uppstod förde Hipper den brittiska flottan i den tyska Högsjöflottans väg. Beatty vände om och forcerade mot den brittiska huvudflottan. De två huvudflottorna möttes i ett intensivt slag som utkämpades från 18.30 fram tills skymningen omkring 20.30. Sammanlagt deltog omkring 250 fartyg i striden. Fjorton brittiska och elva tyska fartyg sänktes med stora förluster i människoliv. Jellicoe försökte att skära av tyskarnas reträttväg för att kunna återuppta striden nästa morgon. Scheer lyckades dock korsa den brittiska linjens kölvatten och ta sig till hamn.
Båda sidorna såg sig efter slaget som segrare. Britterna hade förlorat fler fartyg och lidit större manskapsförluster, men Scheers plan att förstöra Beattys eskadrar hade misslyckats. Den tyska Högsjöflottan fortsatte att utgöra ett allvarligt hot och britterna var tvungna att koncentrera sina slagskepp till Nordsjön. Tyskarna försökte dock aldrig mera utmana det brittiska sjöherraväldet utan förblev en fleet in being och satsade sina mödor och resurser på oinskränkt ubåtskrig.   
Illa sargade, brända lik av okända sjömän flöt i land både på svenska västkusten och danska västkusten under flera veckors tid efter slaget. Ofta begravdes de nära den plats där kroppen hade spolats upp. En sådan plats är Gullholmens gamla kyrkogård i Bohuslän. Långt in på 1980-talet hedrades den omärkta graven med en krans av lokalbefolkningen.  

## Bakgrund

### Kapprustning
Den tyska flottan var fram till mitten av 1890-talet främst avsedd för att användas mot Frankrike och Ryssland. Den tyska utrikespolitiken lades vid denna tid, och efter Tysklands enande, om med sikte på att bygga upp ett imperium på andra sidan havet vilket krävde en uppbyggnad av flottan. Alfred von Tirpitz utsågs 1897 till minister för den kejserliga flottan och han ville utmana Royal Navy om herraväldet på Nordsjön. Avsikten var att avskräcka Storbritannien från att anfalla Tyskland, genom att britterna skulle riskera att förlora så många krigsfartyg att de försvagades gentemot huvudfienderna Frankrike och Ryssland.
Inledningsvis oroades inte den brittiska regeringen av den tyska flottupprustningen, men efter hand ökade oron när de insåg att den tyska flottan verkade vara riktad mot britterna och inte mot fransmännen. Storbritannien vidtog diplomatiska åtgärder och 1904 bildades Ententen mellan de tidigare fienderna Storbritannien och Frankrike och senare ingicks en pakt med Ryssland. Tyskland sjösatte flera nya slagskepp och Storbritannien tvingades omstrukturera sin flotta, vilket genomfördes av den nyutnämnde 1:e sjölorden, amiral John Fisher. Fisher införde också en ny typ av slagskepp, de så kallade Dreadnought-slagskeppen, vilka kom att revolutionera slagskeppsutvecklingen och tvinga andra länder att följa efter. Kapprustningen mellan Tyskland och Storbritannien intensifierades – en kapprustning som Tyskland inte kunde vinna.

### Den tyska planen
I januari 1916 blev amiral Scheer chef för Högsjöflottan. Hans tillträde innebar inte någon ändring av den operativa principen att samla hela Högsjöflottan mot en mindre del av Grand Fleet och inte riskera strid mot huvuddelen av fiendeflottan. Scheer avsåg dock att utnyttja flottan bättre.
Den tyska flottstrategin var enligt Scheer:
| ” | att skada den brittiska flottan genom offensiva räder mot flottstyrkor som är upptagna med att övervaka och blockera Helgolandsbukten, så väl som genom minutläggning vid den brittiska kusten samt ubåtsattacker, närhelst det är möjligt. När dessa operationer lett till att styrkorna nådde jämvikt, och våra egna styrkor koncentrerats, skulle vår flotta söka strid under förhållanden som var ofördelaktiga för fienden. | „ |

År 1916 utgjordes den tyska Högsjöflottan av sexton moderna slagskepp och sex äldre slagskepp. Det kan jämföras med den brittiska Grand Fleets tjugoåtta moderna slagskepp. Förhållandet blev än mera ofördelaktigt för tyskarna vartefter kriget fortgick. Tyskarna skulle inte kunna besegra de brittiska slagskeppen i ett möte flotta-mot-flotta. Därför tog den tyska taktiken sikte på att söndra och härska: genom att iscensätta räder i Nordsjön skulle tyskarna lura ut mindre brittiska eskadrar som därefter kunde anfallas och sänkas.
Vad tyskarna inte visste, var att det brittiska amiralitetet hade kommit över de tyska huvudkodböckerna. Britterna kunde därmed dechiffrera de tyska marina radiokommunikationerna och amiralitetet var oftast väl underrättat om de tyska planerna.
Den tyska planen i maj 1916 gick ut på att beskjuta Sunderland och locka britterna att skicka ut slagkryssarna, utan att invänta förstärkningar från slagskeppen, som var baserade i norr. Slagkryssarna skulle angripas av ubåtar och reduceras i antal, varefter de skulle förmås att fortsätta mot sydost och där möta en överlägsen Högsjöflotta innan de brittiska slagskeppen hunnit fram till undsättning. Planen var att beskjuta Sunderland den 17 maj, men då de tyska ubåtarnas uthållighet nådde sin gräns i slutet av månaden och dåligt väder gjorde att spaningsflygningarna med zeppelinare omöjliggjordes, ändrades planen till att anfalla brittiska styrkor som patrullerade i Skagerrak.

### Det brittiska svaret
De brittiska styrkorna hade planerat för en offensiv med Grand Fleet i norra Nordsjön och gå in i Skagerrak med slagkryssarna och med de lätta kryssarna till Kattegatt den 2 juni. Grand Fleet fick dock lägga ut redan den 30 maj, då signalspaningen avslöjat de tyska planerna. Amiral Jellicoes övergripande mål var att upprätthålla fjärrblockaden av tyska hamnar, koncentrera hela styrkan mot en underlägsen motståndare och skära av de tyska styrkornas reträttvägar.
Den 28 maj fångade den brittiska signalspaningen upp ett tyskt meddelande, som indikerade en större operation i Nordsjön. Amiralitetet beordrade den 30 maj Jellicoes styrkor att vara redo att gå till sjöss och Grand Fleet fick en stund senare order om att gå ut och möta tyskarna vid inloppet till Skagerrak. Order gick ut till styrkorna via telegrafkabel och optisk signalering, vilket gjorde att de inte kunde uppfattas av tyskarna. Grand Fleets 151 fartyg avseglade flera timmar före Högsjöflottan. Jellicoes avsikt var att de båda brittiska flottorna skulle mötas cirka nittio sjömil väster om Skagerrak, utanför den jylländska kusten.

### Flottaktik år 1916
Den allmänna idén var att en flotta som närmade sig strid skulle gå i parallella kolonner, eftersom denna flottformation kunde manövrera ganska lätt. Flera korta kolonner kunde ändra kurs snabbare och ändå hålla formationen bättre än en enda lång kolonn. Denna flottuppställning var även lämplig för det signalsystem som användes (flaggor eller strålkastare). Flaggskeppet, som ofta ledde mittkolonnen, kunde lätt ses av många fartyg. I en enda kolonn kunde det ta lång tid för en signal att gå från det första fartyget i kolonnen till det sista. Det berodde på att röken från fartygsskorstenarna gjorde det svårt att se signalerna som kom rakt framifrån eller bakifrån. För att ett meddelande med säkerhet skulle uppfattas, repeterades signalen. Tiden som krävdes för detta fördubblades ofta eftersom de flesta signaler måste bekräftas innan de verkställdes.
Vid själva slaget skulle flottan gruppera sig i en enda linje, genom att det främsta skeppet i varje kolonn girade mot babord eller styrbord och de återstående fartygen följde sina ledarfartyg. Linjen bildades då i vinkel gentemot den ursprungliga kolonnen. För att bilda en linje i rätt bäring måste flottan veta från vilken bäring fienden kom innan man kunde se denna, eftersom denna manöver tog längre tid att genomföra än vad det tog för två mötande flottor som ångade på i högsta fart att komma inom räckvidd för varandras artilleri. Uppgiften att finna fienden hade spaningsstyrkorna, som bestod av slagkryssare och kryssare. De skulle sedan rapportera in varifrån fienden kom och, ifall det var möjligt, även förhindra att fiendens spaningsstyrka fick tillgång till motsvarande information rörande den egna sidan.
I idealfallet skulle slagskeppslinjen korsa fiendens kolonn så att ett maximalt antal kanoner kunde riktas mot fienden, medan fienden själv enbart kunde använda de fartyg som fanns längst fram i kolonnen och enbart de kanoner som fanns i fören på de främsta fartygen. Denna klassiska manöver kallas "att korsa T:et" och den berodde mycket på tur; oftast utkämpades slagen mellan två flottor på ungefär parallella kurser.

## Stridsordning

### Flottorna
Under slaget var amiral Jellicoes faktiska styrka tjugoåtta dreadnoughts och nio slagkryssare, medan amiral Scheer hade sexton dreadnoughts, fem slagkryssare och sex föråldrade slagskepp. Även i fråga om mindre fartyg hade britterna övertaget. I jämförelse mellan bredsidornas viktmängd hade britterna ett övertag på 151 ton mot tyskarnas 61 ton.
Denna brittiska överlägsenhet vägdes upp av ett antal tekniska faktorer: de tyska fartygen hade tjockare bepansring mot torpedträffar; de tyska fartygen hade bättre vattentäta sektionsindelningar eftersom de var konstruerade enbart för kortare förflyttningar i hemlandets närhet och besättningarna ofta hade förläggningar i baracker på land när fartygen var i hamn; den tyska pansarbrytande ammunitionen var effektivare än den brittiska; och vad som var mycket viktigt, var att den brittiska korditen som användes som drivmedel för granaterna var överkänslig och krutmagasinen inte var så väl skyddade.

### Amiralerna
Se respektive amirals artikel:

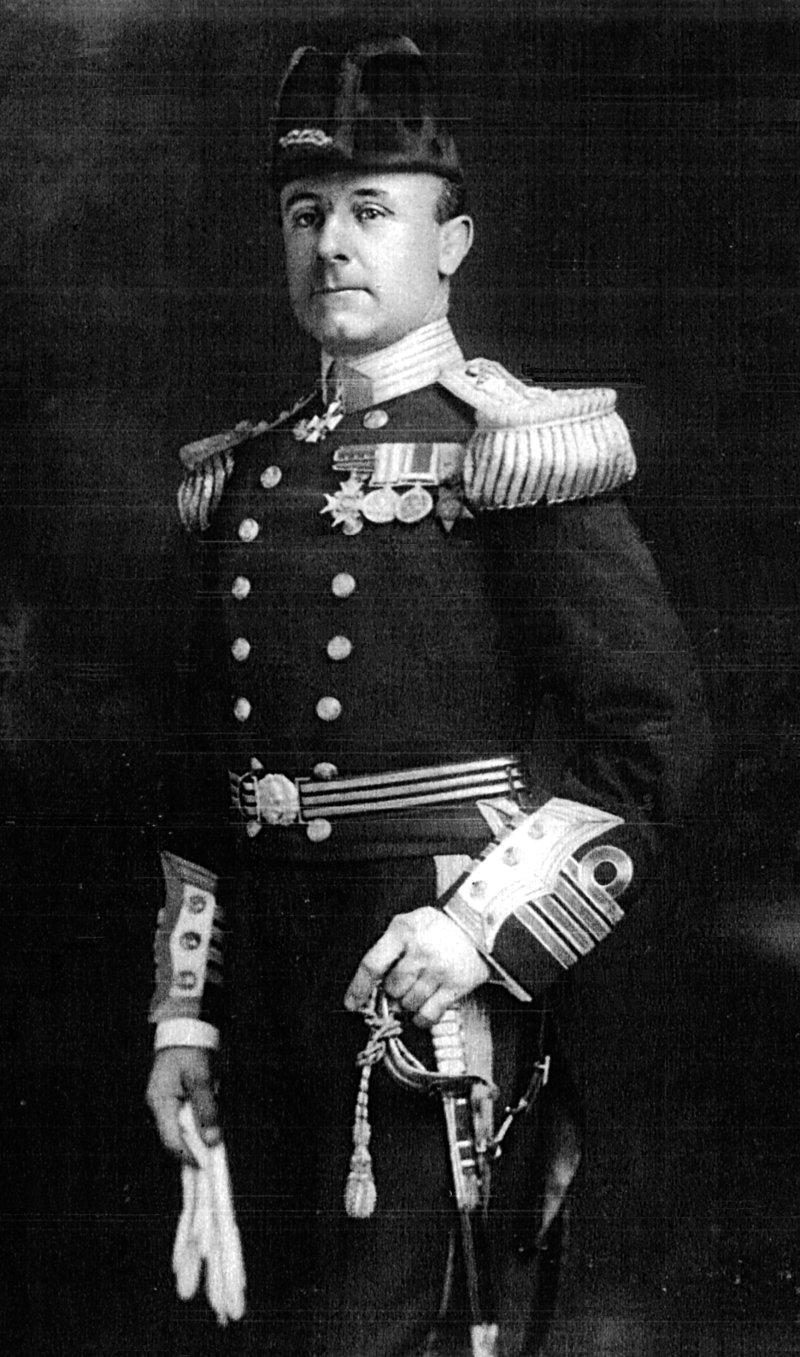
John Jellicoe
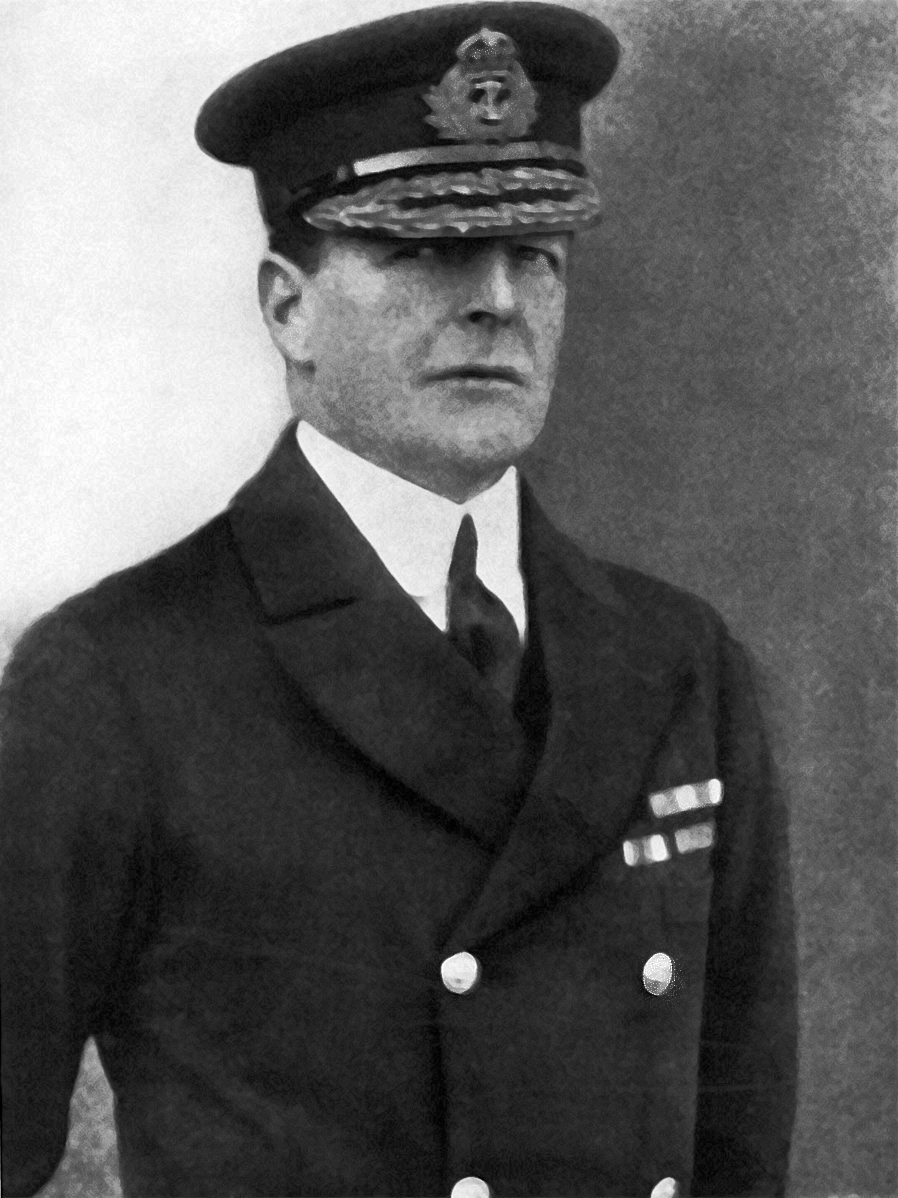
David Beatty
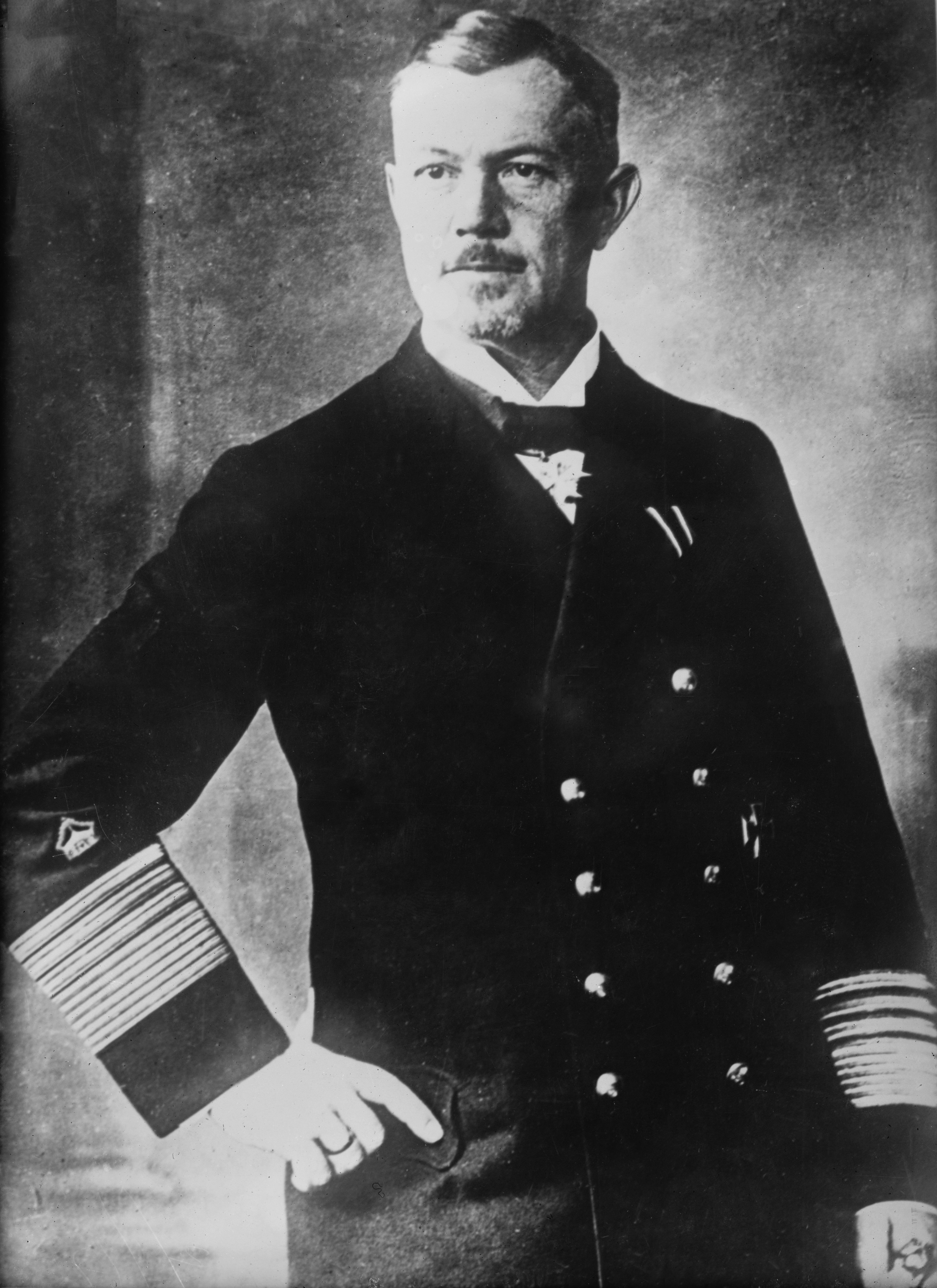
Reinhard Scheer

### Flottorna lägger ut
Den brittiska Grand Fleet, som bestod av tjugofyra dreadnoughts, tre slagkryssare, åtta pansarkryssare, elva lätta kryssare och femtioen jagare, under ledning av amiral Jellicoe, gick ut från Scapa Flow vid midnatt den 30 maj. Samtidigt avseglade andra kryssareskadern från Cromarty Firth och viceamiral Beattys styrka om fyra dreadnoughts, sex slagskepp, ett flygdepåfartyg, tolv lätta kryssare och tjugonio jagare gick ut från Firth of Forth samma dag. Den tyska Högsjöflottan gick ut från Jadebusen först den 31 maj med sexton dreadnoughtfartyg, sex äldre slagskepp, fem slagkryssare, elva lätta kryssare och sextioen jagare.

## Slagkryssarnas strid

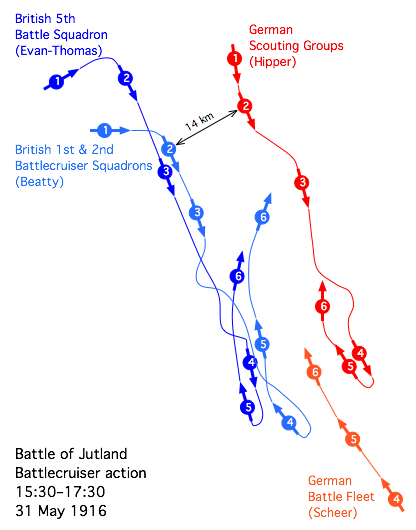
(1) Kl. 15:22, Hipper siktar Beatty.
(2) Kl. 15:48, Första skotten avlossas av Hippers division.
(3) Kl. 16:00-16:05, Indefatigable exploderar (två överlevande).
(4) Kl. 16:25, Queen Mary exploderar (nio överlevande).
(5) Kl. 16:45, Beattys slagkryssare flyttar sig utom räckhåll för Hipper.
(6) Kl. 16:54, Evan-Thomas slagskepp vänder norrut bakom Beatty.

De tyska ubåtarna, som intagit spaningspositioner, var ineffektiva; de lyckades inte sänka ett enda fartyg och lyckades inte heller ge någon användbar information som spaningsstyrka. Jellicoes fartyg anlände oskadda till mötesplatsen, men han missleddes av amiralitetets signalspaning, som sade att tyskarna fortfarande befann sig i hamn. Därigenom försenades kontakten mellan de båda flottorna och tiden för strid i dagsljus minskade. Konsekvenserna skulle dock bli större längre fram under slaget, då Jellicoe blev skeptisk till marindepartementets underrättelser.
Klockan 14:20 den 31 maj rapporterade Beattys styrka att fientliga fartyg hade siktats i sydost: brittiska lätta enheter som höll på att undersöka ett danskt ångfartyg (N.J. Fjord), som seglade mellan de två flottorna, stötte på tyska enheter som var ute i samma ärende. Beatty manövrerade för att skära av de tyska fartygen från sin bas. Slagets första skott avfyrades när Galatea från den brittiska 1:a lätta kryssareskadern tog miste på två tyska jagare för kryssare och tog upp strid med dem. Galatea träffades därefter på extremt lång räckvidd av sin tyska motpart, den lätta kryssaren Elbing, från konteramiral Bodickers Spaningsgrupp II.
Klockan 15:30 siktade Beatty Hippers kryssare som gick mot nordväst (position 1 på kartan). Hipper girade omedelbart ifrån för att leda Beatty mot Scheer. Beatty, som befann sig tre sjömil från konteramiral Sir Hugh Evan-Thomas' 5:e slagskeppseskader, girade mot fienden och signalerade med flaggor till slagskeppen att följa efter. På grund av avståndet och siktförhållandena kunde man på de brittiska slagskeppen inte läsa flaggsignalerna och eftersom Beatty inte gjorde något försök att kommunicera via ljussignaler eller radiotelegrafi, fortsatte 5:e slagskeppseskadern på sin ursprungliga kurs i flera minuter. Klockan 15:48 öppnade Hipper eld mot Beatty, sedan de båda flottorna hade seglat nästan parallellt och inom eldavstånd under mer än tio minuters tid. Avståndet mellan flottorna var ca 14 km (position 2). Därmed inleddes öppningsfasen i flottaktionen, senare känd som "loppet söderut".

### Loppet söderut
Beatty ville använda sina slagkryssares högre fart för att komma mellan de tyska fartygen och deras basområde, medan Hipper såg en möjlighet att leda de brittiska fartygen mot Högsjöflottans huvudstyrka. Båda sidor försökte därför tvinga motståndaren till strid för att påverka dennes manövrar.

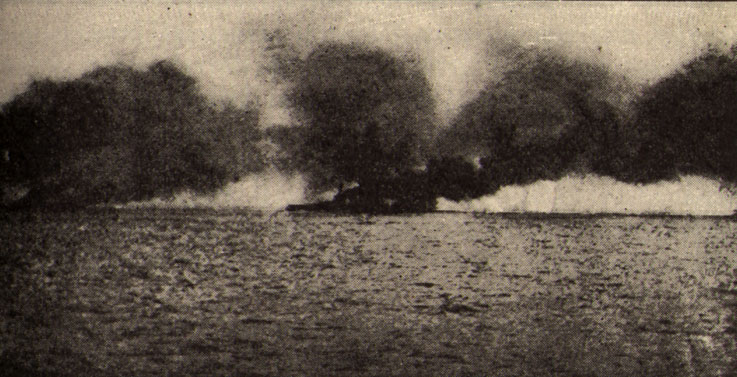
Beattys flaggskepp Lion brinner efter att ha träffats av en salva från Lützow.

Beatty beordrade sina fartyg att anfalla i en linje, vart och ett av de brittiska skeppen skulle ta sig an ett tyskt fartyg och hans eget flaggskepp Lion skulle hjälpa till mot det tyska flaggskeppet Lützow.
Britternas lyckades inte täcka slagkryssaren Derfflinger som ostörd kunde ge kontinuerlig eld, medan slagkryssaren Moltke drog på sig eld från två brittiska slagkryssare. Det var de tyska fartygen som först lyckades få in träffar. Hippers fem slagkryssare fick snabbt in träffar på tre av britternas sex slagkryssare. Det tog nästan tio minuter innan britterna fick in sin första träff. Den första nära-katastrof-incidenten i slaget inträffade när en 12-tumssalva (305mm) från Lützow träffade och förstörde "Q"-tornet på Beattys flaggskepp Lion. Dussintals besättningsmän dödades omedelbart, men en ännu större katastrof undveks när den dödligt skadade pjäsbefälhavaren, major Francis Harvey från Royal Marines, beordrade att magasinsdörrarna skulle stängas och att magasinet skulle vattenfyllas. Därigenom förhindrade han att de känsliga drivladdningarna skulle utlösa en massiv explosion. Lion räddades, men Indefatigable hade inte samma tur. Klockan 16:02 träffades hon i aktern, nära kanontornet, av två eller tre granater från Von der Tann, vilket orsakade tillräcklig skada för att hon skulle falla ur linjen och började sjunka med akterskeppet. Knappt en halv minut senare lyckades Von der Tann få in ytterligare en salva för om bryggan på Indefatigable, vilken orsakade en magasinsexplosion och fartyget bröts itu. Fartyget sjönk på bara några ögonblick och enbart två man kunde räddas från hennes besättning som uppgått till 1 019 officerare och män. (position 3)
Oddsen hade nu utjämnats till Hippers fördel, men detta skulle inte stå sig länge. Evan-Thomas hade anlänt med sin eskader om fyra "superdreadnoughts" – snabba slagskepp av Queen Elizabeth-klassen, bestyckade med 15-tumskanoner (381mm). Några tyska lätta kryssare drevs bort med ett par välriktade salvor och klockan 16:08 öppnade de eld mot de tyska slagkryssarna på 9,4 sjömils avstånd och träffade målen direkt. Slagskeppens eldgivning var betydligt effektivare än slagkryssarnas och imponerade på tyskarna.  Slagkryssarslaget intensifierades igen: klockan 16:15 träffades Queen Mary minst fyra gånger av Seydlitz, men artilleriduellen fortsatte. Klockan 16:21 träffades Q-tornet midskepps av en 30 cm granat och den högra kanonen slogs ut. Fem minuter senare träffades tornet igen och den vänstra kanonens eldrör klipptes av. Samtidigt slog en eller flera av Derfflingers granater in i den främre delen, vilket orsakade en magasinsexplosion. På mindre än två minuter sjönk fartyget. Alla utom åtta man i den 1 274 man starka besättningen förlorades. Vid åsynen av detta kommenterade Beatty till sin flaggkapten: "Det verkar vara något fel med våra fördömda fartyg idag, Chatfield".  (position 4)
Samtidigt utspelade sig ett slag mellan jagarna från de båda slagkryssarflottorna. En brittisk jagare lyckades placera en torped i Seydlitz, vilken tack vare kraftigt pansarskydd under vattenlinjen endast fick lättare skador. De två tyska torpedbåtarna V-27 och V-29 sänktes, liksom de brittiska jagarna Nestor och Nomad.
Omkring klockan 16:30 siktade Southampton från Beattys 2:a lätta kryssareskader, under kommendör William Edmund Goodenough, huvudstyrkan från Scheers Högsjöflotta. Därigenom visade sig den information marindepartementet tidigare givit, om att den tyska slagflottan inte befann sig till havs, vara felaktig. Beatty kunde snart bekräfta uppgifterna.
Efter drygt en timme var loppet söderut slut. Det hade inneburit en tysk framgång, där Hippers mål att locka delar av den brittiska styrkan mot Scheers huvudstyrka uppnåtts. Två brittiska slagkryssare hade sänkts, och trots att Hippers fartyg var skadade, kunde de fortsätta striden.

### Loppet norrut
Viceamiral Beatty beordrade sina slagkryssare norrut, men 5:e slagskeppseskadern fick inledningsvis inte samma order för att avståndet mellan styrkorna skulle minska (position 5). Evan-Thomas fick sedan order att vända sina slagskepp i successiv gir (ett efter ett), istället för alla samtidigt, och följa varandra i kolonn. Följden blev att de tyska fartygen kunde koncentrera sin eldgivning mot slagskeppens vändningspunkt. Genom ett signalfel begånget av Beattys signalman Seymour, fördröjdes Evan-Thomas verkställighet av giren, vilket gjorde att fartygen närmade sig den tyska slagflottan och de brittiska slagskeppen utsattes för kraftig beskjutning. Beattys snabbare slagkryssare drog sig under tiden tillbaka norrut. Slagskeppen klarade sig tack vare sin konstruktion och kraftiga bepansring utan större skador, dock blev Malaya träffad, så att hennes fart sänktes. De brittiska slagskeppen besvarade elden effektivt och orsakade nya skador på Derfflinger och Seydlitz (position 6).
Amiral Jellicoe var nu medveten om att båda flottorna snart skulle vara fullt involverade i slaget men han hade ännu otillräckligt med information om tyskarnas position och kurs för att fatta beslut om hur flottan skulle formeras för strid. Konteramiral Horace Hoods 3:e slagkryssareskader beordrades att gå med maximal fart framåt för att assistera Beatty.
Omkring klockan 17:30 kom kryssaren Black Prince från konteramiral Arbuthnots eskader, som gick mot sydost, inom synhåll för den 3:e lätta kryssareskadern, vilken gick framför Beattys huvudstyrka. Detta var den första visuella kontakten mellan de två sammanstrålande brittiska enheterna från Grand Fleet. Samtidigt gensköts signalkryssaren Chester, som gick bakom Hoods slagkryssare, av fyra lätta kryssare i Hippers styrka. Chester fick ta emot stryk tills hon slutligen undsattes av Hoods tyngre enheter, som hade gjort helt om. Hoods flaggskepp Invincible oskadliggjorde den tyska lätta kryssaren Wiesbaden.
Hoods slagkryssares uppdykande och de brittiska jagarnas torpedanfall gjorde att Hipper vände tillbaka mot Scheer, till vilken han anslöt klockan 18:14.

## Huvudstyrkornas strid

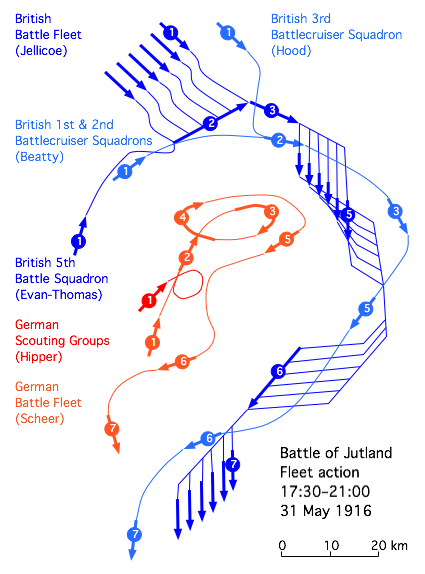
(1) Kl. 18.00 Slagkryssarna återförenas med respektive flotta.
(2) Kl. 18.15 Brittiska flottan går i slaglinje.
(3) Kl. 18.30 Tyska flottan viker under beskjutning undan.
(4) Kl. 19.00 Tyska flottan vänder tillbaka.
(5) Kl. 19.15 Tyska flottan viker undan en andra gång.
(6) Kl. 20.00
(7) Kl. 21.00 Skymning: Jellicoe intar nattformation.

Under tiden hade Beatty och Evan-Thomas återupptagit striden med Hippers slagkryssare – denna gång var de visuella förhållandena till britternas fördel. Omkring klockan 18:00 girade Hipper tillbaka mot Scheer efter att flera av hans fartyg skadats – samtidigt fick Jellicoes flaggskepp Iron Duke äntligen kontakt med Beattys flaggskepp Lion. Jellicoe begärde två gånger tyskarnas senaste position av Beatty, som inte kunde se de tyska slagskeppen och inte besvarade förfrågan på över tio minuter. Under tiden erhöll Jellicoe förvirrande rapporter, med varierande precision och begränsat värde från de lätta kryssarna och slagskeppen på hans styrkas styrbords (södra) flank.
Jellicoe, som hade överskattat fiendestyrkan, var i en bekymmersam position och han behövde veta tyskarnas läge för att avgöra hur han skulle ge sina slagskepp order att ändra formation till en enda linje. Tyskarna kunde befinna sig på vilkendera sidan som helst och manövern måste utföras innan tyskarna anlände; en för tidig formationsändring kunde också betyda att möjligheten till ett avgörande möte gick förlorad. Att utföra manövern västerut skulle betyda att han kom närmare Scheer och att denne skulle vinna värdefull tid innan manövern var genomförd. Att utföra manövern österut skulle föra honom iväg från Scheer, men Jellicoes fartyg skulle kunna korsa T:et och ha möjlighet att se Scheers styrkor som silhuetter mot den i väst nedgående solen. Manövern skulle ta tjugo värdefulla minuter och flottorna närmade sig varandra med högsta fart. Jellicoe beordrade att manövern skulle ske österut klockan 18:15 ❷.

### Blåshålet
Under tiden hade Hipper återförenat sig med Scheer och hela Högsjöflottan rörde sig nu norrut, direkt mot Jellicoe. Scheer hade inte ens några indikationer på att Grand Fleet var till sjöss, ännu mindre att han var på väg från nordväst och han distraherades av Hoods kryssare, som nu befann sig både öster och väster om honom. Beattys fyra överlevande slagkryssare girade nu framför de brittiska dreadnoughtskeppen för att ansluta sig till Hoods tre slagkryssare; vid denna manöver rammade han nästan konteramiral Arbuthnots flaggskepp Defence. Under en halvtimme från klockan 17:56 hände mycket under kort tid inom ett begränsat område, vilket brukar benämnas "blåshålet" ("Windy Corner").
Arbuthnots föråldrade pansarkryssare hade ingen roll i det kommande slaget mellan moderna dreadnoughts, men han attraherades av Wiesbadens drivande skrov. Tillsammans med Warrior närmade sig Defence för att ge nådastöten, bara för att i nästa stund själva befinna sig i trubbel när Hippers och Scheers fartyg tornade upp sig mot horisonten. Defence tog många träffar och förstördes i en spektakulär explosion som åsågs av de flesta fartygen i den brittiska Grand Fleet. Ingen i besättningen överlevde och sänkningen krävde 903 liv. Warrior blev svårt träffad men besparades samma öde genom ett missöde hos superdreadnoughten Warspite. Warspite hade ångat fram för att försöka hålla jämn fart med 5:e slagskeppseskadern (Evan-Thomas), när de följde Beattys slagkryssare i flykten norrut. Plötsligt låste sig hennes roder. Fartyget girade i en vid cirkel och utgjorde ett saftigt mål för de tyska dreadnoughtarna – hon fick också ta emot tretton träffar, oavsiktligt drog hon på detta sätt elden ifrån den hjälplösa Warrior. Denna manöver av Warspite kom att bli känd som "Windy Corner". Trots att hon överlevde bombardemanget, beordrades Warspite tillbaka till hemmahamnen av Evan-Thomas. När Defence sjönk förflyttade sig Hipper inom räckhåll för Hoods 3:e slagkryssareskader. Invincible fick in två träffar under vattenlinjen på Lützow vilket slutligen kom att döma Hippers flaggskepp, men omkring klockan 18:30 dök plötsligt Invincible upp som ett klart mål framför Lützow och Derfflinger. En serie 12-tumsgranater (305 mm) träffade Invincible, som sprängdes, bröts i två delar och sjönk. När fartyget sjönk tog hon med sig alla utom sex av besättningen på 1 032 man. Bland de dödade fanns konteramiral Hood.

### Korsa "T"
Klockan 18:30 kom de två flottorna att sammandrabba för första gången fullt ut när Jellicoe lyckades "korsa Scheers T" ❸. Cheferna på de tyska slagskeppen, liksom Scheer själv, blev totalt överraskade när britterna kom ur moln av rökdimma och de plötsligt fann sig stå inför den samlade eldkraften hos hela Grand Fleets huvudstyrka, som de inte ens visste var ute till havs. Jellicoes flaggskepp Iron Duke fick snabbt in ett antal träffar på den första tyska dreadnoughten König, men vid detta snabba utbyte, som enbart varade någon minut, öppnade enbart tio av Grand Fleets tjugofyra dreadnoughts eld. Tyskarna led av dåliga siktförhållanden samt utsattheten i sin taktiska position. Scheer insåg snabbt att han var på väg in i en fälla och beordrade sin flotta att genomföra en samtidig gir till kontrakurs (Gefechtskehrtwendung) klockan 18:33. Skyddade av ett täcke av rök och dimma lyckades Scheers styrkor bryta sig ur striden. Detta var en mycket svår och farlig manöver under de aktuella omständigheterna men genomfördes skickligt och med precision av tyskarna.
Jellicoe tog det säkra för det osäkra och girade rakt söderut istället för att direkt följa efter Scheer och på så sätt eventuellt utsättas för torpedanfall. Han var besluten om att hålla den tyska Högsjöflottan väster om sig. Scheer visste att det inte var tillräckligt mörkt ännu för att han skulle kunna fly och hans flotta skulle få lida mycket om han försökte ånga ifrån engelsmännen. Klockan 18:55 beordrade han en kursändring österut ❹. I sina memoarer skrev han, "manövern skulle överraska fienden, tillintetgöra hans planer för resten av dagen och ifall det blev helt överväldigande så skulle den möjliggöra ett lösgörande under natten." Men kursändringen österut tog honom mot Jellicoes fartyg.

### Scheers helomvändningar
Kommendör Goodenoughs 2:a lätta kryssareskader lyckades undvika elden från de tyska slagskeppen en andra gång och lyckades uppnå kontakt med Högsjöflottan kort efter klockan 19:00. Klockan 19:15, korsade Jellicoe "T:et" en andra gång ❺. Denna gång var hans eldvinkel smalare och dödligare. Kanonaden förorsakade stora skador på de tyska fartygen, speciellt på konteramiral Behnckes 3:e slagskeppseskader som var längst framme. Klockan 19:18 gjorde Scheer sin tredje helomvändning och girade för andra gången inom en timme västerut och beordrade sina jagare att anfalla med sina torpeder, samt de fyra återstående slagkryssarna – Lützow var utslagen och hade övergivits – att offra sig och täcka reträtten genom att lägga ut rökridåer. Under denna fas av striden träffades tyskarna av trettiosju svåra träffar medan de själva bara orsakade två träffar på brittiska fartyg. Enbart Derfflinger fick ta emot fjorton. Likväl lyckades Scheer smita iväg när solnedgången närmade sig.
Den sista stora eldväxlingen mellan de stora fartygen skedde mellan klockan 20:19 och 20:35 när de överlevande brittiska slagkryssarna hann ikapp sina tyska motsvarigheter, som dock fick hjälp när konteramiral Mauves föråldrade pansarskepp ❻ nådde fram. Det brittiska fartyget Princess Royal träffades, men fick in fem träffar på Seydlitz och tre andra tyska skepp. När King George V och Westfalen utbytte några sista skott kunde ingendera sidan tro att det enda mötet mellan de två flottorna under hela kriget redan var förbi.

## Nattstrid och tysk reträtt
Klockan 21:00 beslöt amiral Jellicoe att försöka vänta till morgonen innan han återupptog striden, eftersom han var medveten om Grand Fleets svagheter i nattstrid. Han placerade ut en skärm av kryssare och jagare bakom sin slagflotta för att bevaka området norr om huvudstyrkan medan han själv fortsatte söderut för att bevaka Scheers förväntade flyktrutt mot Ems ❼. Scheer valde dock att korsa Jellicoes kölvatten och fly via Hornsrev, endast 15 minuter och 2,6 sjömil bakom britterna. Detta lyckades genom att Jellicoes jagare inte rapporterade tyskarnas förflyttningar och fartygscheferna inte hade tillräcklig initiativkraft för att anfalla när tillfälle gavs. Marindepartementet vidarebefordrade heller inte avgörande information, och när Jellicoe klockan 23:00 fick underrättelser om tyskarnas kurs syd-sydost, ignorerade han dem, eftersom han tidigare fått felaktig information från marindepartementet och misstrodde den.
Medan Scheers flykt och Jellicoes inaktivitet återspeglar tyskarnas överlägsna nattstridsförmåga, var utgången av nattens strider inte klarare än slaget i sig självt. Southampton, med kommendör Goodenoughs, som hade spanat med sådan utmärkelse, skadades svårt, men lyckades sänka den tyska lätta kryssaren Frauenlob som sjönk klockan 22:23 med samtliga ombord (320 man).
Klockan 02:00 den 1 juni gick Black Prince från den otursförföljda 1:a kryssareskadern ett grymt öde till mötes när slagskeppet Thüringen sänkte henne, tillsammans med samtliga ombord (857 man) liksom hennes eskaderledare Defence hade sänkts några timmar tidigare. Klockan 02:10 angrep flera brittiska jagarflottiljer den tyska flottan med torpeder. Till en kostnad av fem döda, lyckades britterna sänka det gamla pansarskeppet Pommern som tog med sig hela besättningen i djupet (844 man). Britterna lyckades även torpedera den lätta kryssaren Rostock och orsaka att en annan, Elbing, rammades av dreadnoughten Posen. Elbing var tvungen att överges och sänktes av den egna besättningen för att inte falla i fiendens händer. Slagkryssaren Lützow borrades i sank efter att de 1 150 överlevarna evakuerats kl 01:45, vilket var Tysklands största marina förlust under kriget.
Omkring 02:40, vid tidig gryning, gav Jellicoe order om att flottan skulle gira norrut och formera sig för strid. De kunde dock inte se några fiendefartyg och de brittiska styrkorna kände sig besvikna och undrade om de hade gjort alla uppoffringarna förgäves. Ett tyskt luftskepp kunde rapportera den brittiska flottans läge, medan britterna var ovetande om var de tyska fartygen befann sig. Därigenom skulle Högsjöflottan kunna undvika strid. Först klockan 04:15 fick Jellicoe ett meddelande från amiralitetet om att "de tyska slagskeppen befann sig klockan 02:30 27 km från Horns revs fyrskepp och styrde kurs [160 grader] med en fart av 16 knop". Jellicoe skulle inte kunna hinna ifatt och återuppta striden. Därmed hade Scheer och Högsjöflottan kommit undan.

## Resultatet

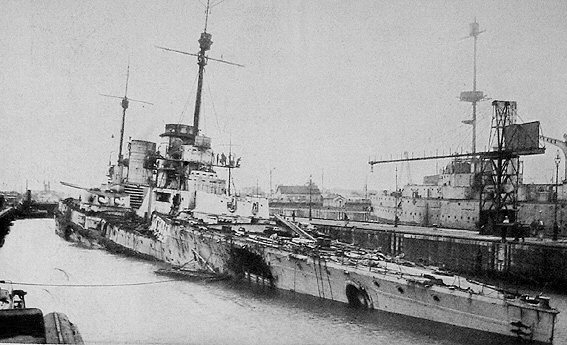
SMS Seydlitz skadades svårt i slaget, där hon träffades av tjugoen granater och en torped. 98 man dödades och 55 skadades.

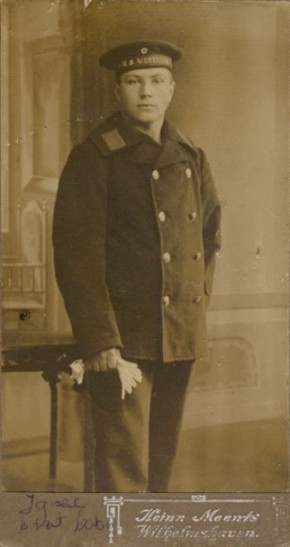
Besättningsmedlem från SMS Westfalen.

Britterna förlorade fjorton fartyg, däribland tre slagkryssare, om sammanlagt 112 180 ton och 6 094 man. Tyskarna förlorade elva fartyg om 62 233 ton och 2 551 man. Flera andra fartyg skadades svårt, såsom HMS Lion och SMS Seydlitz. Sju brittiska och nio tyska fartyg skadades så svårt att de behövde dockning för reparation. Vid slutet av slaget hade britterna ännu tjugotre stridsklara slagskepp och tre slagkryssare mot tyskarnas tio slagskepp och en slagkryssare.
Slaget var en begränsad taktisk framgång för tyskarna och en strategisk seger för britterna. Trots att britterna hade förlorat flera fartyg och inte lyckats förstöra den tyska flottan som de ämnade, hade tyskarna dragit sig tillbaka till hamnarna och Storbritannien hade därmed herraväldet över området. På en strategisk nivå var resultatet mera avgjort. De skadade brittiska fartygen reparerades snabbare än tyskarnas. Herraväldet över haven fastställdes och britterna var efteråt starkare än tidigare. Tyskarna kunde inte förvänta sig framgångar i kommande sjöslag, varför de i fortsättningen skulle komma att förlita sig på sina ubåtar.

### Brittiska slutsatser
Den brittiska utredningen av det brittiska agerandet identifierade två huvudproblem:
- Britternas pansarbrytande granater exploderade utanför det tyska pansaret istället för att penetrera pansaret och explodera inuti.[5] Ifall dessa granater hade exploderat som de skulle så skulle de tyska förlusterna troligen ha varit avsevärt större.[69][70]
- Sambandet mellan fartygen och den brittiske överbefälhavaren var dåligt. Under största delen av tiden hade Jellicoe ingen aning om var de tyska fartygen befann sig trots att brittiska skepp hade kontakt med fienden. De misslyckades med att rapportera sina lägen i enlighet med den stridsplan som gjorts upp för Grand Fleet. Vissa av signalerna utfördes med flaggor istället för med radiotelegrafi eller ljussignaler. Flaggsignalering var en dålig metod eftersom slagplatsen skymdes av en blandning av dimma och rök.

### Slagkryssarnas konstruktion och utnyttjande
Slagkryssarnas dåliga konstruktion och felaktiga utnyttjande var en av de viktigaste orsakerna till de allvarliga brittiska förlusterna. Slaget har ofta nämnts som exempel på hur teknologiskt och taktiskt underlägsen den brittiska flottan var gentemot den tyska. Amiral Jellicoe skrev i sin rapport:
| ” | En störande egenskap i slagkryssarnas strid är det faktum att fem tyska slagkryssare, som tog sig an sex brittiska av denna klass, och som dessutom fick stöd efter tjugo minuter, förvisso från stort avstånd, av fyra slagskepp av "Queen Elizabeth"-klass, kunde sänka "Queen Mary" och "Indefatigable" … De förhållanden som bidrog till de brittiska förlusterna var främst det icke heltäckande pansarskyddet på våra slagkryssare, speciellt i fråga om tornbepansring men även hur våra fartyg hanterades ... Den tyska förmågan till uppträdande nattetid är mycket god. Deras system för igenkänningssignaler är utomordentligt och de använder det med god effekt. Slutligen, deras system för nattbeskjutning ger utmärkta resultat. Jag måste motvilligt tvinga mig säga att under nattförhållanden har vi mycket att lära oss från dem. | „ |

Det har genomförts dykexpeditioner till vraken efter Invincible, Queen Mary, Defence och Lützow för att bland annat undersöka orsaken till att dessa fartygs krutdurkar exploderat inifrån. Det framkom att orsaken var den bristande disciplin med vilken den brittiska flottan hanterade korditen (drivladdningarna). Detta var dock en produkt av dåtidens brittiska syn som prioriterade en hög eldhastighet i stället för en något långsammare men träffsäkrare eldgivning. I verkligheten kunde inte krutladdningar levereras snabbt nog genom lyftanordningarna och via successivt öppnade och stängda luckor för att man skulle få tillräcklig försörjning med laddningar till kanontornen. Många säkerhetsdörrar och -luckor lämnades öppna för att påskynda langningen varvid krutladdningar kunde explodera vid fientliga träffar högt upp i fartyget, vilket orsakade spridning till magasinen. Därtill, de tyska krutladdningarna RP C/12 var inneslutna i bronscylindrar men de brittiska i sidenpåsar, vilket gjorde dem ännu mera känslig för öppen eld.
Doktrinen om den höga eldhastigheten hade 1913 föranlett att antalet granater med tillhörande krutkarduser ombord på fartygen ökades med 50 procent. Detta skulle minska risken för ammunitionsbrist. Detta ledde till att fartygens magasinskapacitet överskreds och till att krut lagrades i mindre säkra utrymmen.
Alexander Grants memoarer i egenskap av artillerist ombord på HMS Lion visar att vissa brittiska officerare var mycket väl medvetna om farorna med vårdslöst hanterande av krut:
| ” | I och med att kordit infördes som en ersättare för kanonkrut minskade noggrannheten i tillämpningen av de nödvändiga regelverken för att handskas med ammunition till en farlig nivå, även jag gjorde det medan jag var i flottan. Det gradvisa mildrandet av regler ombord på fartygen verkar bero på två faktorer. För det första, kordit är mycket säkrare att handskas med än krut. För det andra, men även viktigt, de ändrade konstruktionerna av magasinen ombord ledde till en falsk känsla av säkerhet ... järn och ståldäck, den försvunna träinredningen, de elektriska ljus som installerades, ståldörrarna som stod öppna, eftersom det inte fanns någon ränna att kasta ut hylsorna i; allt detta gav personalen en falsk känsla av säkerhet angående de nödvändiga försiktighetsåtgärderna vid hantering av explosiva material. | „ |

Efter slaget producerade amiralitetet en kritisk rapport om handhavandet av kordit. Vid denna tidpunkt hade dock amiral Jellicoe blivit utnämnd till Förste sjölord och Beatty till chef för Grand Fleet; rapporten som indirekt lade skulden för katastroferna på flottans officerare gömdes undan.
Slaget visade även att den brittiska taktiken för utnyttjande av slagkryssare var felaktig. Slagkryssaren hade konstruerats i enlighet med amiral Jackie Fishers diktat att "fart är pansar". De skulle vara snabbare än slagskepp med bättre eldledning och de skulle ha möjlighet att avfyra sina granater mot fientliga kryssare på sådant avstånd att kryssare inte skulle kunna svara med sitt eget artilleri. Vid Jylland användes de dock inte på detta sätt – och de brittiska eldledningssystemen var inte tillräckligt utvecklade för att användas på erforderliga avstånd. Istället gick de brittiska slagkryssarna i strid med slagskepp, utan att ha den bepansring som krävdes för att ta emot den eld som de fick på sig. Hela konceptet föll när slagkryssarna sattes in för att slåss mot tyska skepp som var lika snabba och bättre bepansrade.

### Jellicoekontroversen
Efter slaget kritiserades amiral Jellicoe för att han tillåtit Scheer att fly. Speciellt amiral Beatty var övertygad om att Jellicoe hade missat ett fantastiskt tillfälle att vinna ett nytt Trafalgar och utplåna den tyska Högsjöflottan. Jellicoes karriär stagnerade; han utnämndes till Förste sjölord – en position bort från det aktiva ledarskapet – medan Beatty ersatte honom som chef för Grand Fleet.
Kontroversen pågick inom flottan under omkring tio år efter kriget. Kritiken fokuserades på Jellicoes beslut klockan 19:15. Scheer hade beordrat sina kryssare och jagare framåt i ett torpedanfall för att täcka hans slagskepps gir. Jellicoe valde att gira mot sydost för att hålla sig utom räckhåll för torpederna. Ifall Jellicoe istället hade girat västerut, skulle hans skepp då ha undvikit torpederna och kunnat förstöra den tyska flottan? Jellicoes understödjare, däribland marinhistorikern Julian Corbett, påpekade våghalsigheten att riskera förlust i ett slag när man redan behärskar havet. Jellicoe själv sade i ett brev till amiralitetet före striden, att ifall fienden vände bort skulle han anta att man försökte lura in honom i ett minfält eller ett målområde för ubåtar och han skulle vägra att låta sig luras. Denna beskrivning accepterades av amiralitetet vid denna tidpunkt. (Corbetts volym om krigets officiella historia, Naval Operations, innehåller ett extraordinärt uttalande: "Marinledningen finner att vissa av principerna som förespråkas i denna bok, speciellt tendensen att minimera vikten av att söka strid och tvinga fram ett avgörande, är direkt i konflikt med deras uppfattning.")
Oavsett utgången, så spelade britterna ett spel med höga insatser. Pressen på Jellicoe var enorm och hans varsamhet är förståelig. Hans bedömning kan ha varit att inte ens 90 procent är tillräckligt goda odds när det brittiska imperiet låg i potten. Den förre förste amiralitetslorden (marinministern) Winston Churchill, sade om kriget att Jellicoe "var den ende man som skulle ha kunnat förlora kriget på en eftermiddag".
Kritiken av Jellicoe missar även att tillerkänna Scheer stor skicklighet i hans föresats att behålla sin flotta genom att undvika avgörande strid och genomförandet av den tyska flottans reträtt.

### Beattys uppträdande
En del av Jellicoes supportrar hävdar att det var amiral Beattys uppträdande som gjorde att den brittiska flottan inte uppnådde en fullständig seger. Trots att Beatty utan vidare får anses som personligt modig, medförde hans misslyckade ledning av den brittiska slagkryssarstyrkan i de inledande striderna mot Hippers styrkor och Högsjöfottan, att avsevärda fördelar förlorades under de första timmarna. Det största misstaget var att inte förse Jellicoe med regelbunden information om Högsjöflottans läge, kurs och fart. Beatty, som hade befunnit sig ombord på slagkryssaren Lion, sades strunta i de fyra snabba slagskeppen från den 5:e slagskeppseskadern, som också varit under hans befäl, och anföll Hipper med sex fartyg, när han med lite bättre kontroll kunde ha haft tio och minst en trefaldig förstärkning av sitt i strid indragna förband. Trots att Beattys 13,5-tumsbestyckade (343 mm) slagkryssare hade en större räckvidd än Hippers 11-tumsbestyckade (280 mm) och 12-tumsbestyckade (305 mm) dreadnoughts, avvaktade Beatty tio minuter med att ge eld och närmade sig fiendestyrkan, så att han kom inom det tyska sekundärartilleriets skottvidd under ljusförhållanden, som gynnade tyskarna. Ouppmärksamt, oskickligt eller okunnigt?
Beatty utövade sitt ledarskap med nonchalans, och satte yttre form framför kunskap. Detta påverkade hans förbands inställning till artilleriskjutning, ammunitionssäkerhet, sambandstjänst och rapportering. Med en annan attityd hade fienden troligen tillfogats större förluster och Beatty vunnit befogad ära och berömmelse. Han lyckades dock behålla bilden av framgång och under kriget var det inga som påpekade de felbeslut han fattat. 1919 utsågs han till förste sjölord.
Beatty hade, liksom Jellicoe, mer att vara stolt över än att ångra beträffande insatserna vid Skagerrakslaget.

### Tyska slutsatser
Då tyskarna såg slaget som en seger, var de mindre motiverade till självprövning. Några åtgärder vidtogs dock, bland annat utbildning av ubåtsförbanden i rapportering och anfall mot snabba mål. Vissa slagfartyg byggdes om med en tripodmast för eldledningstorn och torpedrummen i förskeppen på slagkryssarna togs bort, då de varit känsliga för vatteninströmning.
Scheer skrev en rapport till kejsaren i vilken han slog fast att Högsjöflottan inte hade möjligheter att skada den brittiska flottan på ett sådant sätt att maktbalansen i Nordsjön skulle rubbas. Inte ens ett tyskt övertag på Nordsjön skulle med säkerhet besegra Storbritannien. För att vinna måste de brittiska sjöförbindelserna skäras av genom att den oinskränkta ubåtskrigföringen mot sjöfarten till och från Storbritannien återupptogs.

## Skandinaviska länderna drabbades

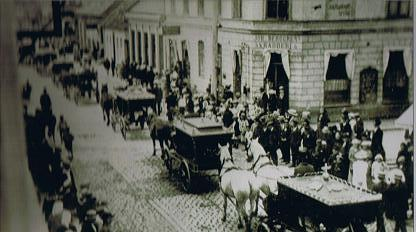
Tyska matroser begravs i Trelleborg.

Under slaget hördes kanoner i södra Norge. I Ringköbing på Danmarks västkust kunde man känna hur fönsterrutorna vibrerade av eldgivningen. Man kunde även från Danmark se eld- och rökpelarna till havs. Några dagar efter slaget började liken flyta i land i Danmark på Jylland och på den svenska västkusten samt på Norges sydkust. Flera hundra lik med livbälten av kork flöt iland och de begravdes på krigskyrkogårdar. Bland dem fanns Loftus Jones, fartygschef på den brittiska jagaren Shark. Han belönades postumt med Viktoriakorset för sina insatser under slaget. Han är den ende Viktoriakors-mottagare som är jordfäst i Sverige. Döda matroser begravdes bland annat i Trelleborg och i Ystad.

## Förluster

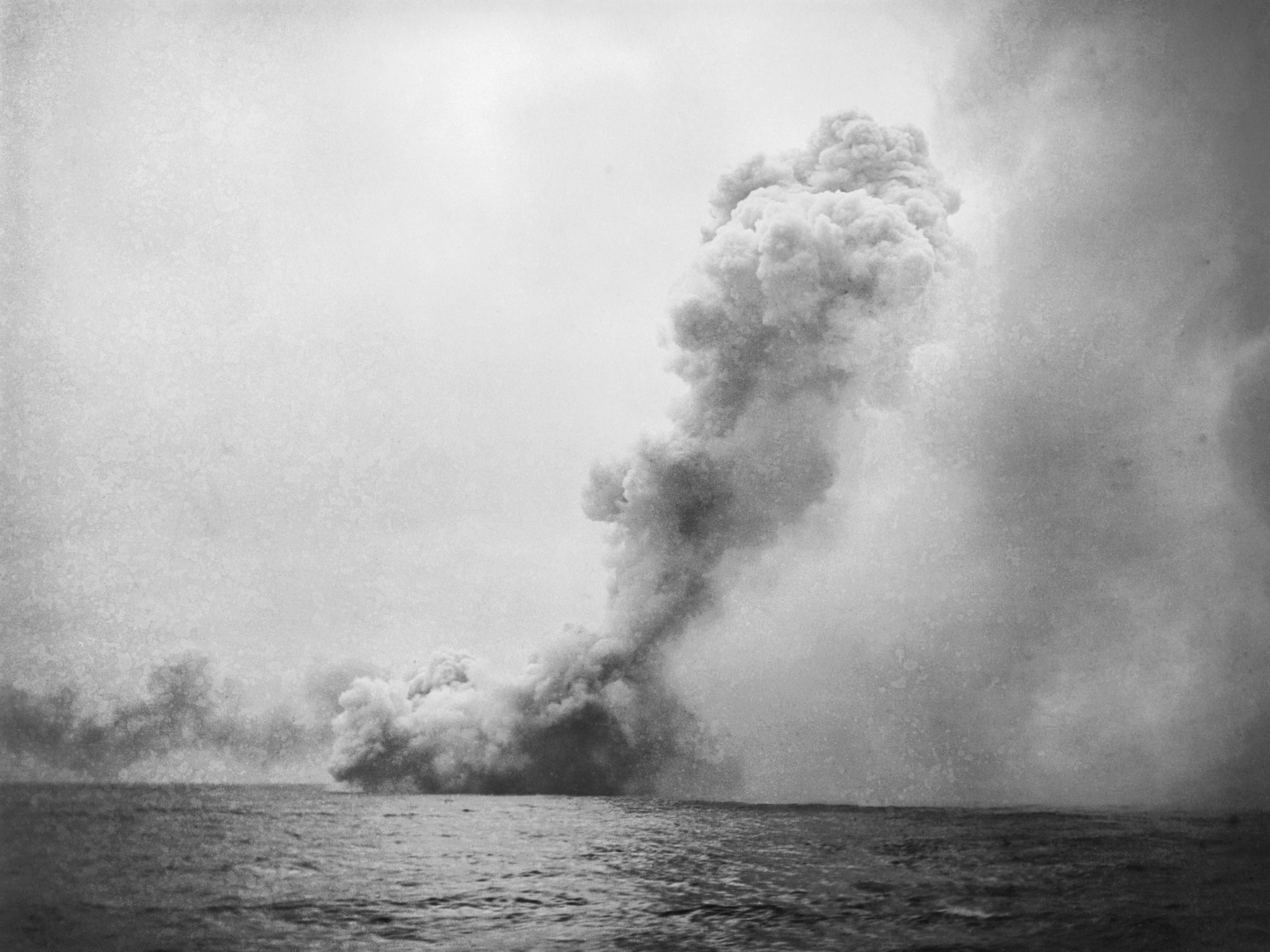
HMS Queen Mary sprängs efter att elden nått korditlagren.

### Brittiska
- Slagkryssare: Indefatigable, Queen Mary, Invincible
- Pansarkryssare: Black Prince, Warrior, Defence
- Flottiljledare: Tipperary
- Jagare: Shark, Sparrowhawk, Turbulent, Ardent, Fortune, Nomad, Nestor

De brittiska personella förlusterna uppgick till 6 094 stupade, 674 sårade och 177 fångar – totalt 6 945 (varav 6 768 stupade och sårade).

### Tyska
- Slagkryssare: Lützow
- Pansarskepp: Pommern
- Lätta kryssare: Frauenlob, Elbing, Rostock, Wiesbaden
- Tunga torpedbåtar (jagare): V48, S35, V27, V4, V29

De tyska personella förlusterna uppgick till 2 551 stupade och 507 sårade – totalt 3 058.

## Minnesmärke
I Thyborøn invigdes 2016 ett krigsminnesmärke, bestående av 25 upp till 3,5 meter höga stenar i röd bohusgranit, formade som skeppsstävar. I anslutning till dessa finns 1,2 meter höga skulpturer, en för varje besättningsman på de 25 sänkta fartygen.